# Казальночето
Казальночето (італ. Casalnoceto, п'єм. Ël Casal Nosé) — муніципалітет в Італії, у регіоні П'ємонт,  провінція Алессандрія.
Казальночето розташоване на відстані близько 440 км на північний захід від Рима, 105 км на схід від Турина, 29 км на схід від Алессандрії.
Населення — 991 особа (2014).
Щорічний фестиваль відбувається 16 серпня. Покровитель — святий Рох.

## Демографія
Населення за роками:

Станом на 1 січня 2023 року в муніципалітеті офіційно проживало 127 іноземців з 18 країн, серед них 44 громадяни країн Євросоюзу та 16 громадян України.

## Сусідні муніципалітети
- Кастеллар-Гуїдобоно
- Годіаско
- Понтекуроне
- Риванаццано
- Вігуццоло
- Вольпедо
- Вольпельїно